# Світові легкоатлетичні естафети 2025
Світові легкоатлетичні естафети 2025 були проведені 10-11 травня в Гуанчжоу на Олімпійському стадіоні Гуандуна.
Первісно змагання мали бути проведені 13-14 травня 2023, про що було оголошено у листопаді 2021. Проте, з огляду на стан пандемії коронавірусної хвороби у Китаї, наприкінці жовтня 2022 було оголошено про перенесення змагань на травень 2025.
На змаганнях була вперше представлена змішана естафета 4×100 метрів, в якій перші два етапи бігли жінки, а наступні два — чоловіки.

## Призери

### Чоловіки
| Дисципліна   | Золото                                                                                           | Золото     | Срібло | Срібло     | Бронза                                                                                           | Бронза     |
| ------------ | ------------------------------------------------------------------------------------------------ | ---------- | --- | ---------- | ------------------------------------------------------------------------------------------------ | ---------- |
| 4×100 метрів | ПАРБаянда Валаза Сінесіфо Дамбіле Бредлі Нкоана Акані Сімбіне                                    | 37,61 WL   | СШАКортні Ліндсі Кеннет Беднарек Кайрі Кінг Брендон Гіклін                                                          | 37,66 SB   | КанадаАарон Браун Джером Блейк Брендон Родні Андре де Грассе                                     | 38,11      |
| 4×400 метрів | ПАРГардео Айзекс Удеме Окон Лендерт Кукемур Закіті Нене Мті Мтімкулу (забіг) Літе Піллей (забіг) | 2.57,50 WL | БельгіяЙонатан Сакор Робін Вандербемден Данієль Зегерс Александер Дом Крістіан Ігуасель (забіг) Ділан Борле (забіг) | 2.58,19 SB | БотсванаЛі Бхекемпіло Еппі Джастіс Оратіле Кубо Девід Ранкгве Леунго Скотч Віктор Нтвенг (забіг) | 2.58,27 SB |

### Жінки
| Дисципліна   | Золото | Золото     | Срібло                                                                  | Срібло                    | Бронза                                                                                          | Бронза     |
| ------------ | --- | ---------- | ----------------------------------------------------------------------- | ------------------------- | ----------------------------------------------------------------------------------------------- | ---------- |
| 4×100 метрів | Велика БританіяНія Веддерберн-Гудісон Емі Гант Б'янка Вільямс Саксесс Едуан Аша Філіп (забіг) Дезіре Генрі (забіг) | 42,21 SB   | ІспаніяЕсперанса Кладера Хаель Бестюе Паула Севілья Марія Ізабель Перес | 42,28 (у забігу 42,18 NR) | ЯмайкаНаташа Моррісон Шеллі-Енн Фрейзер-Прайс Тіна Клейтон Шеріка Джексон Тіа Клейтон (забіг)   | 42,33 SB   |
| 4×400 метрів | ІспаніяПаула Севілья Ева Сантідріан Данієла Фра Бланка Ервас                                                       | 3.24,13 NR | СШАПеріс Піплс Каріма Девіс Майя Сінглтарі Бейлі Лір                    | 3.24,72                   | ПАРШерлі Нехубуї Міранда Шарлін Кутце Прешес Молепо Зеней ван дер Валт Ханна ван Нікерк (забіг) | 3.24,84 NR |

### Змішана естафета
| Дисципліна   | Золото | Золото     | Срібло | Срібло     | Бронза                                                                                             | Бронза     |
| ------------ | --- | ---------- | --- | ---------- | -------------------------------------------------------------------------------------------------- | ---------- |
| 4×100 метрів | КанадаСейд Маккріт Марі-Елоїз Леклер Дуан Асемота Елізер Аджибі Габрієль Коул (забіг) Жаклін Мадого (забіг) | 40,30 SB   | ЯмайкаСерена Коул Крістал Слоулі Джаварі Томас Браян Левелл Наташа Моррісон (забіг) Рашид Фостер (забіг)               | 40,44 SB   | Велика БританіяАша Філіп Кіссіваа Менса Джерієл Квейну Джо Фергюсон Нія Веддерберн-Гудісон (забіг) | 40,88 SB   |
| 4×400 метрів | СШАКріс Робінсон Кортні Около Джонні Блокбергер Лінна Ірбі-Джексон                                          | 3.09,54 CR | АвстраліяЛюк ван Ратінген Еллі Беєр Террелл Торн Карла Булл Купер Шерман (забіг) Ріс Голдер (забіг) Алана Юкич (забіг) | 3.12,20 AR | КеніяДевід Капіранте Мерсі Чебет Браян Тінега Мерсі Окетч Кевін Кіпкорір (забіг)                   | 3.13,10 SB |

## Медальний залік
| Місце                | Країна               | Золото | Срібло | Бронза | Загалом |
| -------------------- | -------------------- | ------ | ------ | ------ | ------- |
| 1                    | ПАР                  | 2      | 0      | 1      | 3       |
| 2                    | США                  | 1      | 2      | 0      | 3       |
| 3                    | Іспанія              | 1      | 1      | 0      | 2       |
| 4                    | Велика Британія      | 1      | 0      | 1      | 2       |
| 4                    | Канада               | 1      | 0      | 1      | 2       |
| 6                    | Ямайка               | 0      | 1      | 1      | 2       |
| 7                    | Австралія            | 0      | 1      | 0      | 1       |
| 7                    | Бельгія              | 0      | 1      | 0      | 1       |
| 9                    | Ботсвана             | 0      | 0      | 1      | 1       |
| 9                    | Кенія                | 0      | 0      | 1      | 1       |
| Загалом (10 збірних) | Загалом (10 збірних) | 6      | 6      | 6      | 18      |

## Україна на змаганнях
Українські естафетні квартети у змаганнях участі не браkb. Причиною цьому стали необхідність підготовки до подальших стартів літньої частини сезону та зміна поколінь, яка відбулася у команді та пов'язана з цим «неготовність» молодих спортсменів виступати на турнірах такого рівня.